# Клчов
Клчов (слч. Klčov) насељено је мјесто са административним статусом сеоске општине (слч. obec) у округу Љевоча, у Прешовском крају, Словачка Република.

## Становништво
| Година:    | 1994. | 2004.   | 2014.    | 2024.   |
| ---------- | ----- | ------- | -------- | ------- |
| Број људи: | 530   | 563     | 636      | 665     |
| Разлика:   |       | +6,22 % | +12,96 % | +4,55 % |

| Година:    | 2023. | 2024.   |
| ---------- | ----- | ------- |
| Број људи: | 653   | 665     |
| Разлика:   |       | +1,83 % |

Према подацима о броју становника из 2011. године насеље је имало 612 становника.